# Thuy Trang
Thùy Trang (Saigon, 14 dicembre 1973 – Bakersfield, 3 settembre 2001) è stata un'attrice vietnamita naturalizzata statunitense.
È famosa soprattutto per aver interpretato il ruolo di Trini Kwan, il primo Power Ranger Giallo della serie Mighty Morphin Power Rangers.

## Biografia
Nata il 14 dicembre del 1973 a Saigon in Vietnam, viene separata dal padre dopo la caduta di Saigon in mano ai comunisti il 30 aprile 1975. Il padre, che aveva combattuto nella guerra, andò in America a cercare asilo politico. Ma il resto della famiglia rimase in Vietnam.
Nel 1979 Thuy e la sua famiglia si imbarcano su un cargo per l'America assieme ad altri rifugiati. Prima che la famiglia si riunisca, fanno tappa ad Hong Kong in un campo di detenzione.
Nel 1980 la famiglia Trang si riunisce in America. Il padre muore di cancro un paio di anni dopo.
Thuy si diploma alla Banning High School e ottiene una borsa di studio per studiare ingegneria civile all'università di Irvine.

## La carriera artistica
L'interesse per la recitazione inizia nel 1992; un anno dopo c'è la svolta professionale, quando interpreta il ruolo di Trini Kwan, il Power Ranger giallo, nella serie tv Mighty Morphin Power Rangers. La ragazza abbandona la serie per lavorare ad altri progetti.
Dopo essere apparsa nel documentario del 1995 Encyclopaedia Of Martial Arts, Thuy Trang appare anche in Spia e lascia spiare (1996). Partecipa anche a Il corvo 2, nel ruolo di Kali.

## La morte
Il 3 settembre 2001, Trang era in viaggio con la sua amica, l'attrice e modella Angela Rockwood, per la quale Trang doveva essere una damigella d'onore nel suo imminente matrimonio con Dustin Nguyen. Erano passeggeri di un'auto che viaggiava sulla Interstate 5 tra San Jose e Los Angeles a Bakersfield. L'autista, un'altra damigella d'onore di nome Steffiana de la Cruz, colpì la ghiaia in un solco lungo il lato della strada e perse il controllo del veicolo. L'auto sterzò violentemente dall'altra parte della strada prima di colpire la parete rocciosa lungo la strada, ribaltandosi più volte prima di colpire il guardrail e precipitare oltre la riva e in una seconda parete rocciosa. Rockwood fu lanciata per 10 metri fuori dall'auto e sopravvisse, ma il suo midollo spinale fu reciso e lei divenne paraplegica. Anche l'autista sopravvisse allo schianto. Trang subì lesioni interne. Un elicottero arrivò per portarla in ospedale, ma morì durante il trasporto all'età di 27 anni.
Il corpo di Trang fu cremato una settimana dopo, il 10 settembre, e le sue ceneri furono sparse o sepolte al Rose Hills Memorial Park a Whittier, in California. I suoi co-protagonisti dei Power Rangers, Amy Jo Johnson e David Yost, hanno partecipato al funerale e alla cerimonia commemorativa. Il collega co-protagonista Jason David Frank non ha potuto partecipare a causa della morte del fratello maggiore, ma ha inviato le sue condoglianze alla famiglia di Trang. Anche i colleghi co-protagonisti Walter Emanuel Jones e Austin St. John hanno inviato le loro condoglianze. Il primo episodio di Power Rangers: Time Force andato in onda dopo la sua morte, è stato dedicato alla memoria di Trang.
Essendo morta all'età di 27 anni ciò la rende un membro effettivo del Club 27.

## Filmografia

### Cinema
- Spia e lascia spiare (Spy Hard), regia di Rick Friedberg (1996)
- Il corvo 2 (The Crow: City of Angels), regia di Tim Pope (1996)

### Televisione
- Power Rangers (Mighty Morphin Power Rangers) – serie TV, 81 episodi (1993-1994)

## Doppiatrici italiane
- Jasmine Laurenti in Power Rangers
- Chiara Salerno in il corvo 2